# Jagdstern

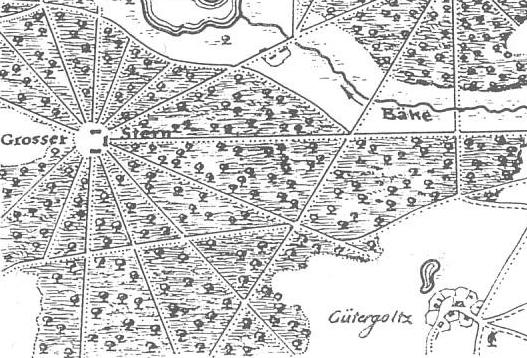
Jagdstern in der Parforceheide

Ein Jagdstern ist ein Element aus der barocken Garten- und Landschaftsgestaltung eines Jagdparks, er stellt den Mittelpunkt eines Systems aus sternförmig zusammenführenden Sichtachsen und Schneisen dar. Jagdsterne dienten der Gliederung und der Erschließung eines Jagdreviers für die Parforcejagd und andere Jagdformen. In ihrem geometrischen Aufbau waren sie die in die Flur hineinreichende Verlängerung der barocken Gärten.
Jagdsterne lagen außerhalb eines Residenzbezirks ohne Nutzbauten in wildreichem Gebiet, in einer Sonderform wurden sie mit Jagdschloss und Wirtschaftsgebäuden zu bewohnbaren Jagdsitzen ausgebaut. Beispiele sind das emsländische Schloss Clemenswerth und das brandenburgische Schloss Stern. Ein solcher Jagdstern befindet sich auch bei Schloss Ettersburg bzw. im Webicht bei Weimar.